# Arthur Schneier
Arthur Schneier (ur. 20 marca 1930 w Wiedniu) – amerykański rabin, przywódca duchowy synagogi Park East w Nowym Jorku, założyciel i prezes działającej na rzecz dialogu międzyreligijnego, The Appeal of Conscience Foundation.

## Życiorys
Urodził się w Wiedniu. Po nocy kryształowej z 9 na 10 listopada 1938, uciekł na Węgry do swoich dziadków. Gdy w marcu 1944 wojska niemieckie rozpoczęły okupację Budapesztu, zaczęła się masowa deportacja około 600 tysięcy węgierskich Żydów do obozów koncentracyjnych. Dziadkowie Schneiera ze strony matki zginęli w Auschwitz-Birkenau. Dziadka ze strony ojca zamordowano w niemieckim obozie na Majdanku. Schneier przeżył dzięki pomocy szwajcarskiego dyplomaty Carla Lutza.
Po zakończeniu wojny powrócił do Wiednia, a w 1947 wyemigrował do USA i osiadł w Nowym Jorku. Tam studiował na Yeshiva University, gdzie otrzymał smichę rabinacką oraz napisał doktorat z teologii. W 1962 został duchowym zwierzchnikiem synagogi Park East. W 1976 rabin założył szkołę Park East Day School, która obecnie zajmuje się edukacją dzieci od pierwszej do ósmej klasy. W 2001 za działalność na rzecz obrony praw religijnych i poprawy relacji między religiami jako pierwszy duchowny żydowski otrzymał od prezydenta USA, Billa Clintona, Presidential Citizens Medal.
18 kwietnia 2008 był gospodarzem podczas wizyty papieża Benedykta XVI w synagodze Park East. Otrzymał od papieża kopię jednej ze stron przechowywanego w Bibliotece Watykańskiej iluminowanego pergaminowego, Kodeksu żydowskiego z 1435. Jest to strona 220., na której opisano pierwszy etap ceremonii ślubnej. Natomiast sam ofiarował papieżowi okazały bogato zdobiony talerz sederowy przedstawiający przejście Izraelitów z niewoli do wolności, hagadę oraz pudełko na macę.

## Odznaczenia
- Presidential Citizens Medal (2001)[2]
- Wielka Złota Odznaka Honorowa z Gwiazdą Odznaki Honorowej za Zasługi dla Republiki Austrii (Austria, 1997)[3][4]
- Krzyż Komandorski z Gwiazdą Orderu Zasługi Republiki Węgierskiej (Węgry, 2010)[5][4]
- Oficer Legii Honorowej (Francja, 2011)[6]
- Wielki Order Króla Dymitra Zwonimira (Chorwacja, 2011)[7]
- Order Świętego Sylwestra (Watykan, 2015)[8]
- Order Świętego Księcia Daniela Moskiewskiego (Rosyjski Kościół Prawosławny)[4]